# Педрейрас

Педрейрас на карте штата.

Педрейрас (порт. Pedreiras) — муниципалитет в Бразилии, входит в штат Мараньян. Составная часть мезорегиона Центр штата Мараньян. Входит в экономико-статистический микрорегион Медиу-Меарин. Население составляет 39 448 человек на 2010 год. Занимает площадь 261,723 км². Плотность населения — 150,72 чел./км².
Праздник города — 27 апреля.

## Демография
Согласно сведениям, собранным в ходе переписи 2010 г. Национальным институтом географии и статистики (IBGE), население муниципалитета составляет:
| Полное население                               | Полное население                               | Полное население                               | Полное население                               | 39 448 |
| ---------------------------------------------- | ---------------------------------------------- | ---------------------------------------------- | ---------------------------------------------- | ------ |
| в том числе:                                   | Городское население                            | 32 937                                         | Процент городского населения, %                | 83,49  |
|                                                | Сельское население                             | 6511                                           | Процент сельского населения, %                 | 16,51  |
|                                                | Мужское население                              | 18 860                                         | Процент мужского населения, %                  | 47,81  |
|                                                | Женское население                              | 20 588                                         | Процент женского населения, %                  | 52,19  |
| Плотность населения, чел/км²                   | Плотность населения, чел/км²                   | Плотность населения, чел/км²                   | Плотность населения, чел/км²                   | 150,72 |
| Население муниципалитета в % к населению штата | Население муниципалитета в % к населению штата | Население муниципалитета в % к населению штата | Население муниципалитета в % к населению штата | 0,60   |

По данным оценки 2016 года, население муниципалитета составляет 38 506 жителей.

## История
Город основан 27 апреля 1920 года.

## Статистика
- Валовой внутренний продукт на 2003 год составляет 64 030 590,00 реалов (данные: Бразильский институт географии и статистики).
- Валовой внутренний продукт на душу населения на 2003 год составляет 1530,88 реалов (данные: Бразильский институт географии и статистики).
- Индекс развития человеческого потенциала на 2000 год составляет 0,639 (данные: Программа развития ООН).